# Église des Augustins (Munich)

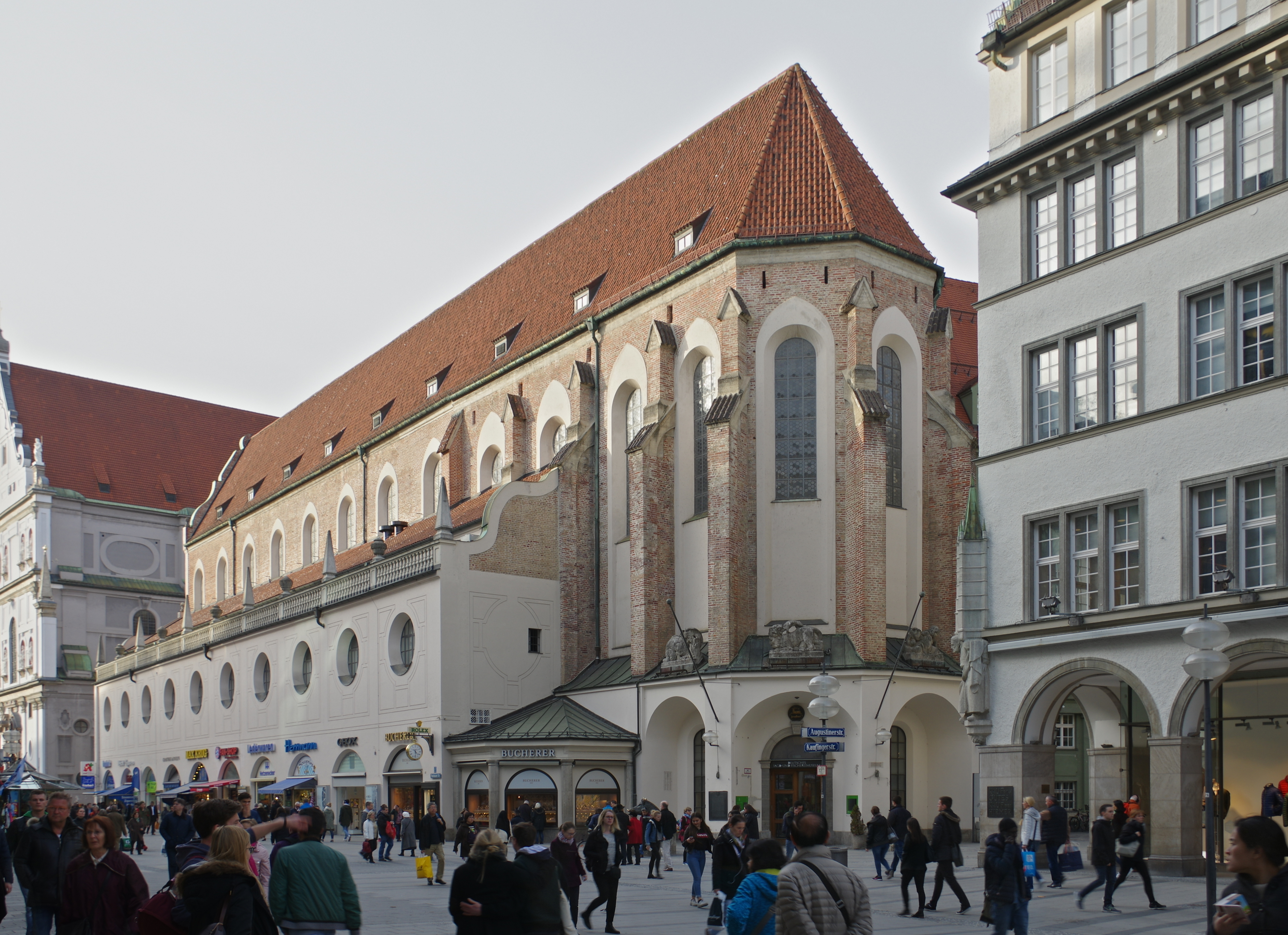
Église des Augustins du sud-est

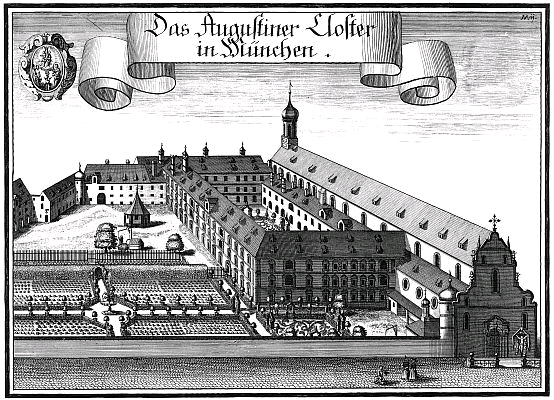
Monastère et église des Augustins vers 1700

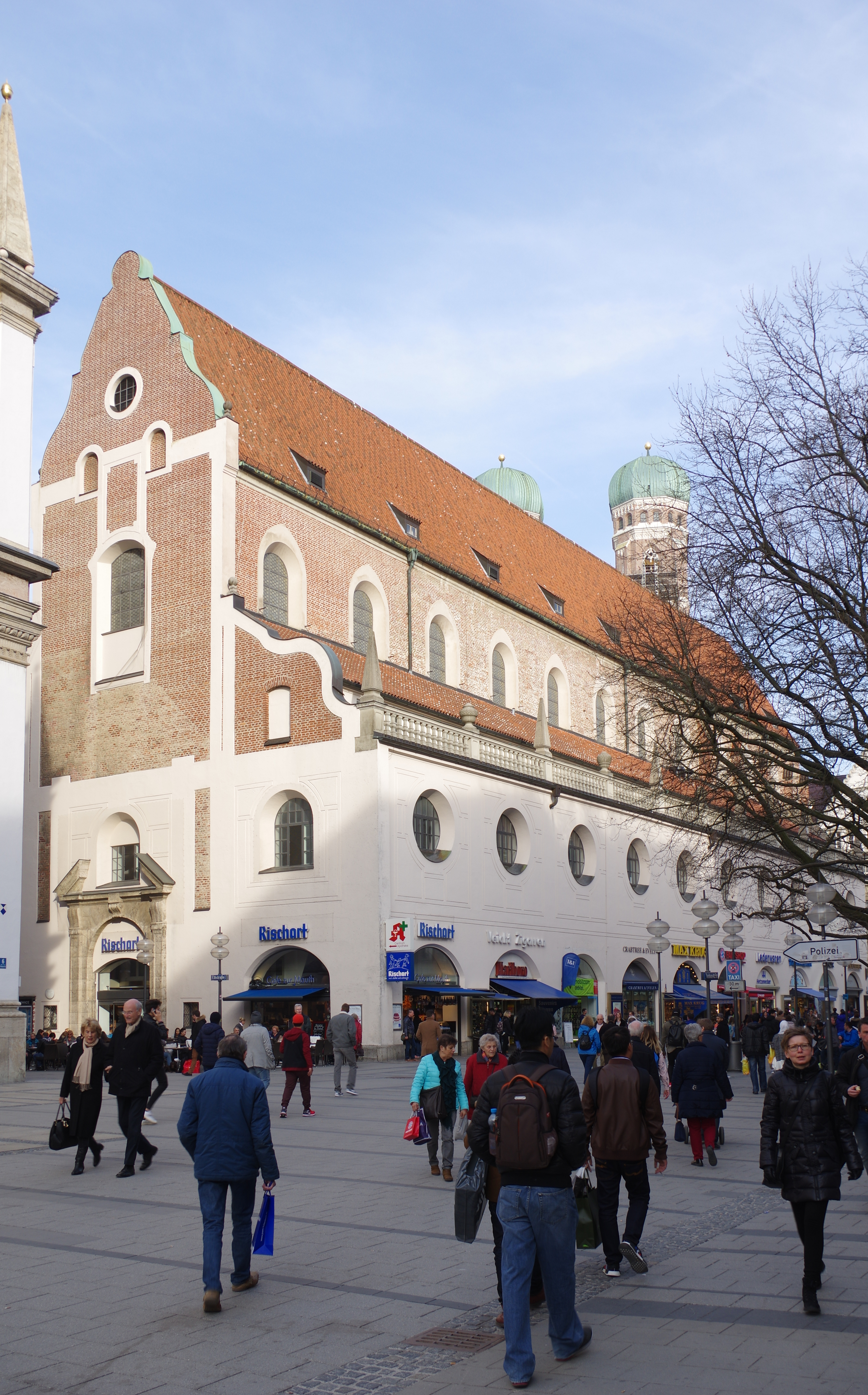
Église des Augustins

Pour les articles homonymes, voir Église des Augustins.
L'église du monastère gothique de Saint-Jean-Baptiste et Jean l'Évangéliste des ermites Augustins à Munich (en allemand : Augustinerkirche) a été construite au XIIIe siècle, puis agrandie aux XIVe et XVe siècles. La bière était brassée dans le monastère depuis 1328, d'où est issue la brasserie Augustiner-Bräu toujours existante. 

## Histoire
En 1503, Johann von Staupitz, confesseur, enseignant et parrain de Martin Luther, fut élu prieur des ermites des Augustins de Munich. Il n'y a aucune preuve que l'ermite augustinien Luther se soit arrêté chez ses moines de Munich lors de son voyage à Rome en 1510/11, mais c'est très probable en raison des bonnes relations entre Staupitz et les dirigeants de Munich. 
La basilique gothique en brique a été la première église de Munich à être redessinée en style baroque de 1618 à 1621 par Veit Schmidt, probablement selon les plans de Hans Krumpper. Pendant la plus longue partie de son existence, l'église faisait partie du monastère des Augustins, qui est maintenant le bâtiment de service du siège de la police de Munich. 
En 1803, le monastère a été dissous au cours de la sécularisation et les bâtiments conventuels ont été profanés; l'église elle-même a d'abord été utilisée comme salle de péage. La brasserie a été privatisée et déplacée du bâtiment du monastère à Neuhauser Straße en 1817 comme brasserie Augustiner (où elle se trouve toujours).  
En 1911, Theodor Fischer a installé la Salle blanche dans l'ancienne nef. En 1914/15, Fischer installe dans l'ancien chœur un escalier à volée unique puis à deux volées, qui relie le rez-de-chaussée et la mezzanine, permettant ainsi de transformer l'allée sud en local commercial. 
Gravement endommagée pendant la Seconde Guerre mondiale, l'église des Augustins a été reconstruite de 1962 à 1964 dans son style gothique initial par Erwin Schleich pour héberger le musée allemand de la chasse et de la pêche. 
La peinture à l'huile monumentale de la Crucifixion de Jésus (9 m × 5,5 m) par le vénitien Jacopo Tintoretto, créée en 1585 pour l'église des Augustins, se trouve maintenant dans le monastère collégial de Haug à Würzburg (Bavière). 

## Personnalités
- Theodor Grünberger (1756–1820), compositeur, moine augustin et prêtre; rejoint l'ordre des ermites augustiniens dans le monastère des Augustins de Munich en 1777 et y vécut quelques années.

## Littérature
- Heinrich Habel, Johannes Hallinger, Timm Weski: Landeshauptstadt München – Mitte (= Bayerisches Landesamt für Denkmalpflege [Hrsg.]: Denkmäler in Bayern. Band I.2/1). Karl M. Lipp Verlag, München 2009,  (ISBN 978-3-87490-586-2), S. 665–668.

## Liens web
- Histoire du monastère ( Maison de l'histoire bavaroise )

## Source de traduction
- (de) Cet article est partiellement ou en totalité issu de l’article de Wikipédia en allemand intitulé « Augustinerkirche (München) » (voir la liste des auteurs).